# Верхний Таймет
Верхний Таймет — посёлок в Таштагольском районе Кемеровской области. Входит в состав Кызыл-Шорского сельского поселения.

## История
Во времена СССР — населённый пункт Кызыл-Шорского сельсовета Таштагольского района.
В 1931 году рядом с посёлком было открыто Тайметское месторождение самородной меди.
В 2017 году здесь был найден ранее неизвестный науке вид многоножек, позже получивший название «Lithobius tanagolus».

## География
Посёлок расположен в южной части Таштагольского района на реке Таймет, на территории Шорского национального парка, на склоне хребта Бийская Грива, недалеко от границы Кемеровской области и Республики Алтай. Рядом с посёлком Верхний Таймет проходит гравийная дорога Таштагол — Мрассу.
Центральная часть населённого пункта расположена на высоте 629 метров над уровнем моря.
В посёлке единственная улица — Медная.

## Население
По данным Всероссийской переписи населения 2010 года, в посёлке Верхний Таймет проживает 9 человек (5 мужчин, 4 женщины).